# SN 2009ar
SN 2009ar – supernowa typu IIb odkryta 19 lutego 2009 roku w galaktyce A095526-0128. W momencie odkrycia miała maksymalną jasność 18,50m.